# ألبونيويلاس
بلدية ألبونيويلاس (بالإسبانية: Albuñuelas) هي بلدية تقع في مقاطعة غرناطة التابعة لمنطقة أندلوسيا جنوب إسبانيا.

## الديموغرافيا
بلغ عدد سكان بلدية ألبونيويلاس 956 نسمة عام 2011 (وفقاً للمعهد الوطني الإسباني للإحصاء).
| 1.329 | 1.249 | 1.175 | 1.102 | 1.063 | 1.015 | 956 |